# سيغفريد راوخ
سيغفريد راوخ (بالألمانية: Siegfried Rauch )‏ (و. 1932 – 2018 م) هو مغني، وممثل مسرحي، وممثل أفلام ألماني، ولد في لاندسبرغ إم لش، توفي في أوبرزوشيرينغ، عن عمر يناهز 86 عاماً، بسبب قصور القلب.

## وصلات خارجية
- سيغفريد راوخ على موقع IMDb (الإنجليزية)
- سيغفريد راوخ على موقع روتن توميتوز (الإنجليزية)
- سيغفريد راوخ على موقع مونزينجر (الألمانية)
- سيغفريد راوخ على موقع ألو سيني (الفرنسية)
- سيغفريد راوخ على موقع أول موفي (الإنجليزية)
- سيغفريد راوخ على موقع قاعدة بيانات الأفلام السويدية (السويدية)
- سيغفريد راوخ على موقع ديسكوغز (الإنجليزية)
- سيغفريد راوخ على موقع قاعدة بيانات الفيلم (الإنجليزية)
- سيغفريد راوخ على موقع كينوبويسك (الروسية)